# Папатеодорова къща
Папатеодоровата къща (на гръцки: Αρχοντικό Παπαθεοδώρου) е къща, архитектурна забележителност в село Ератира (Селица), Гърция.

## Местоположение
Къщата е разположена на Пазара, стария площад на Селица.

## Описание
Представлява голяма сграда с правоъгълен план. Във вътрешността има стенописи, които датират от последната четвърт на XIX век. Те са в една стая на приземния етаж, която обаче по-късно е измазана, и на първия етаж. В двете стаи на първия етаж са представени растителни и други декоративни мотиви, както и сгради в рамките на кръгли медальони, напомнящи керамични декоративни чинии. В централната зона, Слънчевата стая, има фантастичен пейзаж с масивни и странни архитектури, където съжителстват животински и човешки фигури, развит във фриз по горната част на стените.